# 陳義聰
陳義聰（1955年6月5日—）是一位牙醫師，籍貫中華民國臺灣省高雄市,全台第一家牙醫口腔醫院創辦人。

## 生平
1987年創德威牙醫 （页面存档备份，存于），從5張診療檯、3位醫師聯合執業起家，強制醫護在職進修，集結志同道合者，海內外結盟40多家院所，一條龍整合：院所群、數位齒模、牙材公司，教育訓練、數位資訊......，院所群遍及海內外，全台由台北、台中、台南、高雄、花東、金門……幾乎遍及全台各地，且均是當地屬一屬二的院所，完整的口腔產業，全球少有，但他不以全台最大牙醫集團自滿，這頭溫柔的獅子積極催生首家牙科醫院，創造醫病雙贏，期待打造德威成為全球華人世界中最大最專業的口腔醫療體系！
2011年：當選社團法人台北市牙醫師公會第十八屆理事長。
2014年：當選中華民國牙醫師公會全國聯合會第十二屆理事長。
2016年：獲民主進步黨提名為不分區立委。
2018年：當選台南一中台北市校友會理事長  
2019年：榮獲台南一中傑出校友奬
 （页面存档备份，存于）
2021年：賴副總統清德親頒牙醫終身成就獎，陳時中部長也蒞臨祝賀
 （页面存档备份，存于）